# Дебигандж
Дебигандж (бенг. দেবীগঞ্জ, англ. Debiganj) — город на севере Бангладеш, административный центр одноимённого подокруга. Расположен на восточном берегу реки Каратоя. Площадь города равна 8,76 км². По данным переписи 2001 года, в городе проживало 9320 человек, из которых мужчины составляли 51,14 %, женщины — соответственно 48,86 %. Плотность населения равнялась 1064 чел. на 1 км². Уровень грамотности населения составлял 43,4 % (при среднем по Бангладеш показателе 43,1 %). 